# Berum
Berum è una frazione (Ortsteil) del comune di Hage, nel land della Bassa Sassonia, in Germania.

## Storia
Già comune autonomo nel circondario di Norden, fu soppresso e incorporato a Hage il 1º luglio 1972.